# T Cars
 (août 2013).
Si vous disposez d'ouvrages ou d'articles de référence ou si vous connaissez des sites web de qualité traitant du thème abordé ici, merci de compléter l'article en donnant les références utiles à sa vérifiabilité et en les liant à la section « Notes et références ».
Le championnat T Cars est un championnat de voiture de tourisme basé au Royaume-Uni réservé exclusivement aux pilotes âgés entre 14 et 17 ans.

## Historique
Créé en 1999, le championnat T Cars est le seul championnat automobile du Royaume-Uni de voitures de courses réservé à des pilotes de moins de 16 ans. À l'issue de la saison 2007, le championnat disparait en raison de son faible nombre d'engagés. Il est remplacé par le Championnat Fiesta Junior créé en 2010.

## Champions
| Saisons | Champions                    |
| ------- | ---------------------------- |
| 1999    | Tom Boardman                 |
| 2000    | Tom Kimber-Smith Stuart Hall |
| 2001    | Ben Reeves                   |
| 2002    | Matthew Wilson               |
| 2003    | Simon Walker-Hansell         |
| 2004    | Will Bratt                   |
| 2005    | Adrian Quaife-Hobbs          |
| 2006    | Luciano Bacheta              |
| 2007    | Daniel Brown                 |